# Frente Nacionalista
El Frente Nacionalista (en alemán: Nationalistische Front) fue un grupo neonazi alemán activo durante la década de 1980.

## Historia
Fundado en 1985 por Meinolf Schönborn, no tenía más de 150 miembros, y se caracterizaba por su apoyo al strasserismo en lugar de las formas más habituales del nazismo. El Frente Nacionalista se había formado en 1982 a partir de las cenizas de la prohibida Volkssozialistische Bewegung Deutschlands/Partei der Arbeit. Esta organización fue la base para una fusión con una serie de grupos más pequeños para formar el NF.
Establecido principalmente en Bielefeld, el grupo tenía una gran inclinación por el neopaganismo, realizando varios tipos de rituales. El grupo también realizó la quema de cruces y otros rituales relacionados con Dennis Mahon, el jefe de los Caballeros Blancos del Ku Klux Klan en Tulsa, Oklahoma.
El grupo también se hizo famoso por su brazo armado, el Grupo de Trabajo Nacional (Nationales Einsatzkommando - NEK)  que se creó en 1991 con la ayuda de Otto Ernst Remer y Herbert Schweiger. Este grupo fue atribuido a una serie de ataques, incluyendo la quema de un hombre muerto en la creencia errónea de que era judío y el incendio de un albergue de solicitantes de asilo en Dolgenbrodt, cerca de Berlín. Firmemente antisemita, el NF estuvo asociado a Jürgen Rieger (posterior miembro del NPD), el conocido alemán negador del Holocausto que participó en varios de sus eventos. Hacia el final de su existencia, el grupo estuvo bajo la dirección de Andreas Pohl, exmúsico perteneciente al género del rock contra el comunismo.
Su apoyo al neonazismo condujo a que el grupo fuera declarado ilegal por el Ministerio Federal del Interior en 1992, junto con la Alternativa Alemana de Michael Kühnen y la Ofensiva Nacional de Michael Swierczek. La prohibición se emitió en respuesta a un ataque incendiario el 23 de noviembre de 1992 a la casa de una familia turca en Mölln, Schleswig-Holstein. El grupo fue sucedido por una serie de organizaciones, todas las cuales fueron prohibidas.